# Кос (місто)
Кос (грец. Κως) — місто Греції, периферія Південні Егейські острови. Адміністративний центр муніципалітету Кос.